# Péter Boross
Péter Boross (wym. [peːtɛr boroʃ]; ur. 27 sierpnia 1928 w Nagybajom) – węgierski polityk i prawnik, parlamentarzysta i minister, w latach 1993–1994 premier Węgier.

## Życiorys
Z wykształcenia prawnik, w 1951 ukończył studia na Uniwersytecie im. Loránda Eötvösa w Budapeszcie. Do 1957 pracował jako urzędnik w stołecznej administracji. W czasie powstania węgierskiego w 1956 wchodził w skład organów rewolucyjnych. Po jego upadku został zwolniony z pracy, do 1959 pozostawał pod nadzorem komunistycznej policji. Z powodów politycznych do 1964 musiał pracować jako robotnik niewykwalifikowany. Następnie podjął pracę w branży cateringowej, w 1971 został dyrektorem jednego z przedsiębiorstw. W 1989 przeszedł na emeryturę.
W 1990 na prośbę premiera Józsefa Antalla dołączył do administracji rządowej. W lipcu tego samego roku został ministrem bez teki do spraw służb specjalnych. W grudniu 1990 objął urząd ministra spraw wewnętrznych. W 1992 wstąpił do kierowanego przez premiera Węgierskiego Forum Demokratycznego, powierzono mu następnie funkcję wiceprzewodniczącego partii. W grudniu 1993, po śmierci Józsefa Antalla, został powołany na urząd premiera. Stanowisko to zajmował do lipca 1994. Forum przegrało wówczas wybory parlamentarne, przechodząc do opozycji.
W latach 1994–1998 sprawował mandat deputowanego do Zgromadzenia Narodowego. W latach 1998–2002 pełnił funkcję doradcy premiera Viktora Orbána. Do węgierskiego parlamentu powrócił w 2006, zrezygnował jednak z mandatu w 2009, sprzeciwiając się polityce władz Węgierskiego Forum Demokratycznego. W 2010 formalnie wystąpił z tego ugrupowania. Współpracował następnie z Fideszem, m.in. przy opracowywaniu nowej konstytucji.